# 第20步兵師 (德國國防軍)
第20步兵師（德語：20. Infanterie-Division）是威瑪共和國防衛軍陸軍、納粹德國國防軍陸軍的一個步兵師。該師於1934年10月在汉堡組建，1937年予以摩托化，改編為第20摩托化步兵師（德語：20. Infanterie-Division (mot.)）。
第二次世界大戰期間，該師參與入侵波蘭、入侵法國行動。1941年6月，該師參與巴巴羅薩行動。
該師一直在東線作戰，期間於1943年7月改編為第20裝甲擲彈兵師（德語：20. Panzergrenadier-Division）。該師最後於1945年解散。

## 歷史
第20步兵師成立于1934年，名义上是汉堡防衛军，直到1935年10月納粹德國宣布成立国防军后才获得真正的名称。1937年秋，它升级为全摩托化师。
作为第20摩托化步兵师，该部队隸屬海因茨·古德里安的第19裝甲军的一部分参加了对波兰的入侵。在那次战役中，摩托化师被发现有些笨重，因此后来对第20师和其他摩托化师进行了重组，将其规模减少了约三分之一，只剩下6个摩托化步兵营，编成两个团，再加上普通的师级支援单位。
1940年5月，该师参加了对法国的入侵，并在那里执行占领任务，直到1941年4月，除了在德国短暂的预备役期间。1941年6月，它加入中央集团军群參與巴巴罗萨行动。9月，它被转移到北方集团军群，1942年的大部分时间都在沃尔霍夫地區度过。12月，它被调回中央集团军群，参加大卢基战役的救援行动。
1943年7月，它被重新命名为第20装甲掷弹兵师，同時获得了一个突击炮营支援。在战争剩下的时间里，它一直留在东线，并在柏林战役中隸屬第56装甲军指挥直至德國投降。

## 註腳
1. ↑  Mitcham（2007年）